# Jean-Pierre Félix Roux
Jean-Pierre Félix Roux, né le 19 mai 1755  à Rodez, mort le 26 janvier 1831 à Rouen, est un homme politique de la Révolution française.

## Biographie
Jean-Pierre Félix Roux est juge au tribunal de Rodez lorsqu'il est élu, en septembre 1792, député suppléant de l'Aveyron, le premier sur trois, à la Convention nationale. Il est appelé à siéger le 23 vendémiaire an II (14 octobre 1793) afin de remplacer Yzarn de Valady, décrété hors-la-loi le 28 juillet 1793 pour avoir quitté Paris et avoir poussé les départements à la rébellion, puis guillotiné à Périgueux le 15 frimaire an II (le 5 décembre 1793).
Il est passe au Conseil des Cinq-Cents le 24 vendémiaire an IV. Il est ensuite juge au tribunal de Cassation, puis conseiller à la Cour d'appel de Rouen.

## Sources
1. ↑  Archives parlementaires de 1787 à 1860, Première série, tome 52, p. 36.
2. ↑  Archives parlementaires de 1787 à 1860, Première série, tome 76, séance du 23 vendémiaire an II (14 octobre 1793), p. 556.
3. ↑  Archives parlementaires de 1787 à 1860, Première série, tome 69, séance du 28 juillet 1793, p. 631.
4. ↑  Alphonse Aulard, Recueil des Actes du Comité de Salut public tome 9, Représentants en mission, séance du 16 frimaire an II (6 décembre 1793), p. 223.

- « Jean-Pierre Félix Roux », dans Adolphe Robert et Gaston Cougny, Dictionnaire des parlementaires français, Edgar Bourloton, 1889-1891 [détail de l’édition]